# Valter Pomar
Valter Ventura da Rocha Pomar  (São Paulo, 28 de agosto de 1966) é um historiador brasileiro. 
É o  filho mais novo de Wladimir Ventura Torres Pomar  e de Rachel da Rocha Pomar e irmão mais novo de Pedro Estevam da Rocha Pomar e de Vladimir Milton da Rocha Pomar. Fez o ginásio no Grupo Educacional Equipe. Cursou o segundo grau no SENAI Theobaldo de Nigris e Felicio Lanzara, onde formou-se como técnico em produção visual gráfica.
É graduado em História pela Universidade de São Paulo, mestre (dissertação de mestrado: "Comunistas do Brasil: interpretações sobre a cisão de 1962"   e doutor em História Econômica (tese: "A Metamorfose – Programa e estratégia política do Partido dos Trabalhadores: 1980-2005"  pela mesma universidade.
Iniciou sua militância política no final dos anos 1970, participando do movimento estudantil secundarista e integrando um organismo de base da esquerda do PCdoB.
Filiado ao Partido dos Trabalhadores (PT) desde os anos 1980, militou em um núcleo de base vinculado ao Diretório Zonal do PT de Vila Mariana, na cidade de São Paulo. Foi dirigente municipal do PT na cidade de Campinas. Atuou no Instituto Cajamar, fazendo parte da equipe responsável pela formação política. Fez parte da equipe de redação do jornal Brasil Agora. Integrou o diretório estadual do PT de São Paulo, assumindo a secretaria estadual de comunicação, responsável pela revista Teoria e Debate e pelo boletim Linha Direta.
De 1997 até 2005, foi terceiro vice-presidente nacional do PT. Foi secretário de Cultura na cidade de Campinas (SP) de dezembro de 2001 a dezembro de 2004.
Entre 2005 e 2009, Valter Pomar esteve à frente da Secretaria de Relações Internacionais do PT e desde então até o final de 2013 ocupa o cargo de Secretário Executivo do Foro de São Paulo, desempenhando, nestas funções, importante trabalho de interlocução política do PT com as forças de esquerda de todo o mundo -  em especial, na América Latina.Atualmente integra a Direção Nacional do PT e leciona Relações Internacionais na Universidade Federal do ABC.